# Honeychurch
Honeychurch is een gehucht in de parish van Okehampton in het Engelse graafschap Devon. Het vormde een zelfstandige parish tot de invoering van het districtenstelsel in 1894. Het dorp telde 66 inwoners in 1801, 69 in 1848, 35 in 1891, en 44 in 1901.
Het eenvoudige 12e-eeuwse kerkje, gewijd aan Maria, bevindt zich grotendeels in oorspronkelijke staat, afgezien van de toevoeging van de 15-eeuwse toren met drie klokken en het 16e-eeuwse portiek in de zuidgevel. De naam van het dorp verwijst naar het voorgaande bouwwerk op deze plaats, "Huna's church", in de 10e eeuw gesticht door de Saksische landheer Huna.
Met ongeveer dertig inwoners in 1066 wordt de plaats in het Domesday Book vermeld als "Honechercha". De beschrijving noemt vijf boerderijen, die in de 21e eeuw nog altijd in bedrijf zijn.